# إجهاض (حوسبة)
الإجهاض (بالإنجليزية: Abort)‏ في علم الحاسوب، هي عملية إيقاف عملية حاسوبية قبل إنجاز المهام المطلوبة فيها وذلك بسبب عطل أو خطأ لا يمكن إصلاحه في حينه تسمى إجهاض أو إيقاف عملية حاسوبية، وقد يكون مصحوبًا بالسبب الذي أدى لذلك الإجهاض.